# Phablet

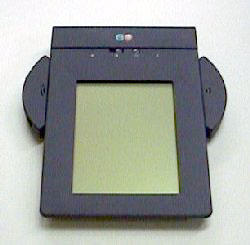
AT&T EO (1993)

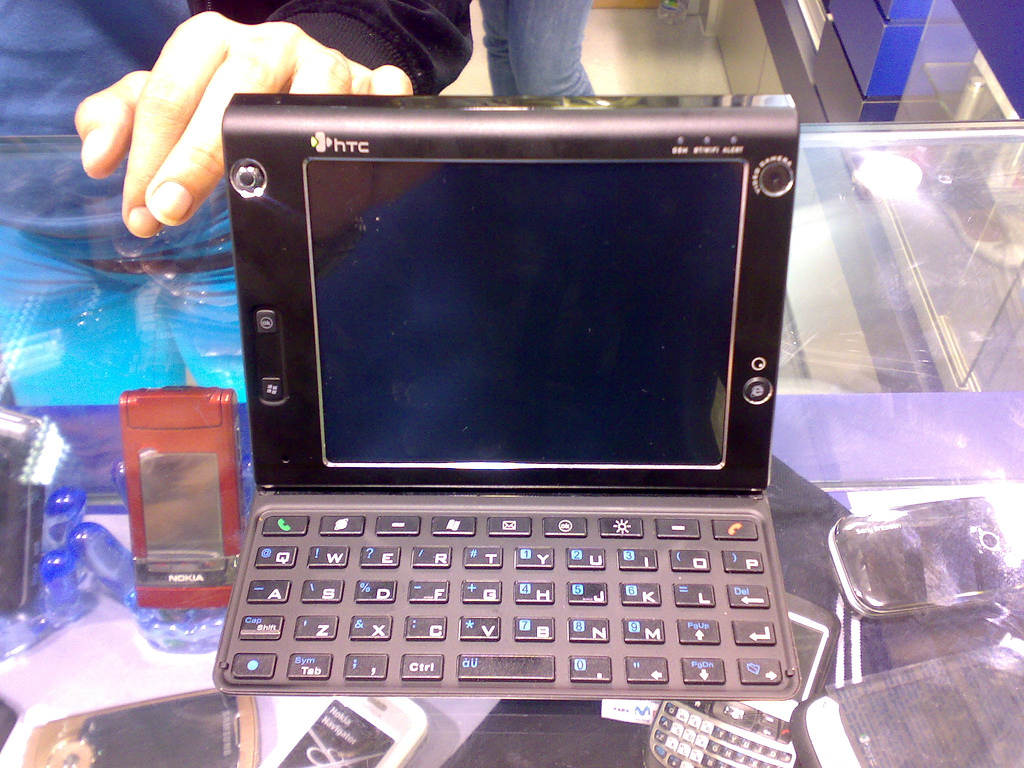
HTC Advantage (2007)

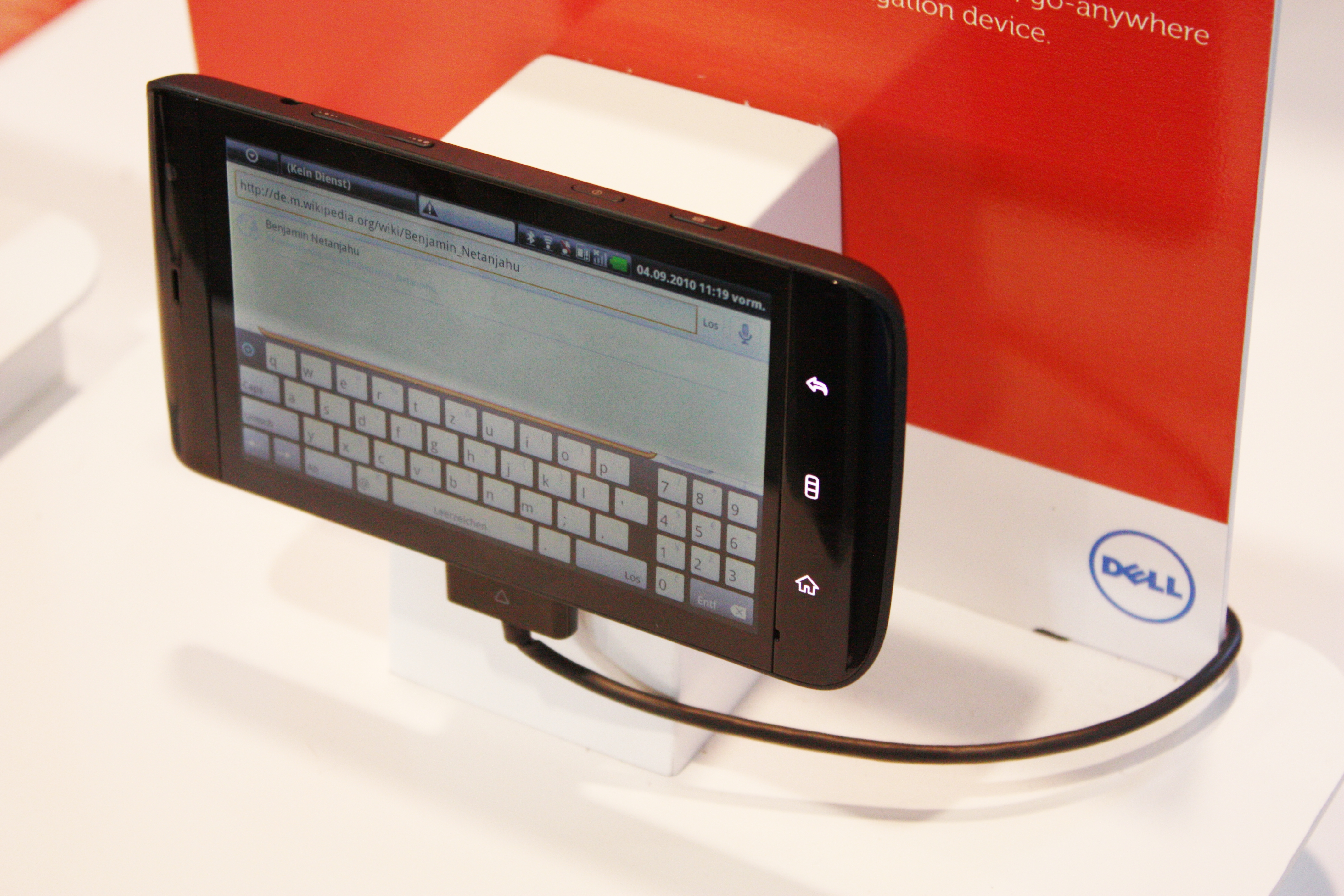
Dell Streak 5 (2010)

Samsung Galaxy (2017)

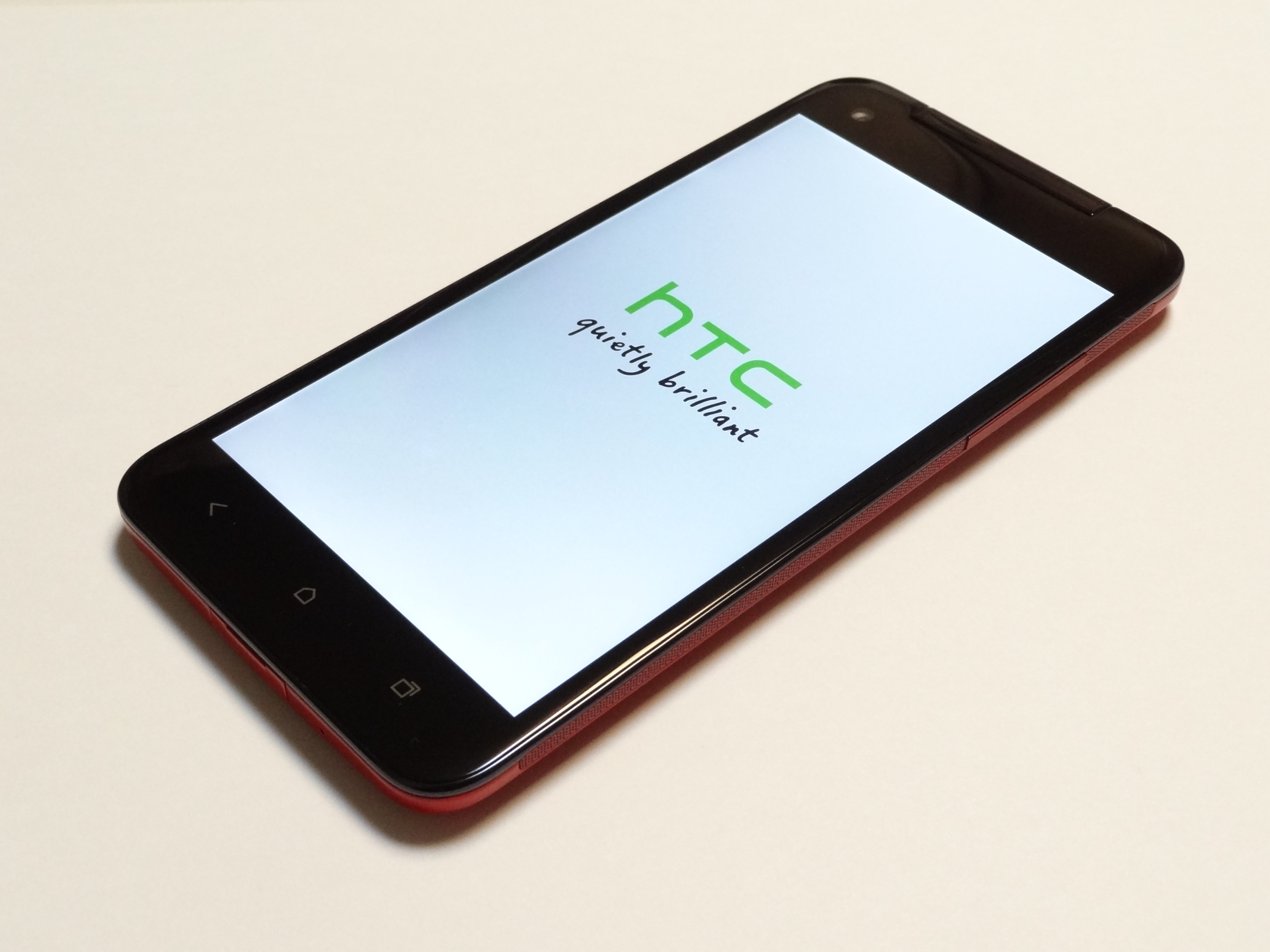
HTC J Butterfly (2012)

Een phablet is een kruising tussen een smartphone en een tablet. Het woord zelf is een samenvoeging van het Engelse phone en tablet. Qua functionaliteiten is de phablet het beste te vergelijken met een smartphone: het toestel kan gebruikt worden om mee te bellen en sms'en via het GSM-netwerk. Doorgaans heeft een phablet ook een telefooninterface en wordt het door appwinkels herkend als telefoon, waardoor de appwinkel enkel apps voor telefoons aanbiedt. Qua afmetingen lijkt het toestel het meest op een tablet, vanwege het grote scherm. Wanneer een apparaat een phablet genoemd wordt, hangt af van de definitie die gehanteerd wordt. Doorgaans worden telefoons met een scherm tussen de 5- en 7-inchphablets genoemd. Maar er is een trend waarneembaar dat smartphones steeds groter worden en schermen van 5 inch steeds meer de norm worden. Hierdoor wordt het verschil tussen smartphones en phablets steeds vager. Hoewel smartphones met een 5-inch-display in 2013 nog phablets werden genoemd is de grens in 2015 verschoven naar 5,5 inch.
De categorie lijkt erg hard te groeien: in 2012 zijn er 25,6 miljoen phablets verscheept en naar verwachting lijkt dit toe te nemen tot 60,4 miljoen toestellen in 2013 en tot ongeveer 146 miljoen phablets in 2016. Desondanks heeft de phablet in Nederland nog maar een marktaandeel van vier procent, tegenover een wereldwijd marktaandeel van twee procent in 2013. In het laatste kwartaal van 2014 is het marktaandeel al toegenomen tot 12,8 procent wereldwijd.

## Geschiedenis
Het allereerste toestel dat men kan bestempelen als een phablet, is de AT&T EO, een mobiele telefoon, tablet en fax. De tweede phablet was de in 2007 uitgebrachte HTC Advantage, een phablet met een toetsenbord en een scherm met een diagonaal van 5 inch met als besturingssysteem Windows Mobile. Door de hoge prijs van $ 899 werd het geen groot succes. De jaren daarna werden de Nokia N810 WiMax Edition, de Verizon Hub en de LG GW990 uitgebracht, allemaal niet succesvol geworden. Een recentere phablet is de Dell Streak 5, die vanwege slechte specificaties en daardoor ook slechte verkoopcijfers na een tijdje werd geannuleerd. Kort daarna werden de Acer Iconia Smart, de Samsung Galaxy Player 5 en de Pantech Pocket gelanceerd, allemaal met matig succes.
Het grotere succes van de phablet kwam pas met de Samsung Galaxy Note, waarvan er binnen tien maanden tijd 10 miljoen waren verkocht.
Veel andere fabrikanten volgden Samsung door ook phablets uit te brengen, zoals LG met de Optimus Vu en diens opvolger de Optimus Vu II. HTC zette met zijn Butterfly (ook wel bekend als de "J Butterfly" of "Droid DNA") een nieuw generatie phablets voort, waarvan de standaardresolutie 1920 x 1080 pixels is. Dit is onder andere te zien bij de Sony Xperia Z en bij de ZTE Grand S. Het Chinese bedrijf Huawei maakte een grote stap met de introductie van de Huawei Ascend Mate die namelijk over een scherm beschikt van 6,1 inch (15,5 cm). Samsung heeft in navolging van zijn succes met grote telefoons op 11 april 2013 een lijn van nog grotere phablets gelanceerd dan die van de Note. De grootste daarvan is de Galaxy Mega 6.3 met een schermgrootte van 16 centimeter.

## Soorten
Er zijn verschillende soorten phablets te onderscheiden, waarvan er drie het bekendst zijn. De eerste soort was meestal bedoeld als een minicomputer met belfunctionaliteiten. Deze producten hadden echter een kleiner scherm en waren duurder dan huidige phablets. Hieronder vallen onder andere de HTC Advantage, de Pantech Pocket en de Nokia N810.
De tweede soort is de meestgebruikte soort: een smartphone met een scherm vanaf 5 tot 7 inch. De meeste hebben een scherm van 5 inch. Verscheidene fabrikanten hebben hun vlaggenschip in deze soort geplaatst, waaronder Samsung, Sony, ZTE, Huawei, Alcatel-Lucent en Lenovo.
De laatste soort heeft echter niets met schermgrootte te maken. Hierbij gaat het om een werkelijke combinatie van een telefoon en een tablet.
Onder andere Asus heeft met de Padfone zo iets dergelijks ontworpen. Men kan de smartphone in een tablet schuiven, zodat het dus ook als tablet kan worden gebruikt. De "tablet-hoes" kan echter niet zonder smartphone gebruikt worden. De Padfone Infinity is een smartphone met een scherm van 5,0 inch, deze behoort dus tot zowel de Padfone-phablets als de algemene benaming van de phablet.
Een nieuwe ontwikkeling in 2019 is de opvouwbare telefoon. Deze hebben in dichtgevouwen toestand de grootte van een smartphone, maar kunnen worden opengevouwen waarna ze als tablet gebruikt worden. Deze kunnen in twee soorten worden onderverdeeld. 
Het eerste soort opvouwbare telefoon heeft alleen een opvouwbaar scherm aan de buitenkant, waarbij in tabletmodus het volledige scherm wordt gebruikt en in telefoonmodus slechts het halve scherm. Hiervan is de Huawei Mate X het bekendste voorbeeld.
Het tweede soort opvouwbare telefoon heeft een opvouwbaar scherm aan de binnenkant en een kleiner scherm aan de buitenkant. In tabletmodus wordt hierbij het binnenscherm gebruikt, en in telefoonmodus zal worden overgeschakeld naar het buitenscherm. Hiervan is de Samsung Galaxy Fold het bekendste voorbeeld.

## Gebruik
Met een phablet kan men op het internet surfen, apps draaien en in de meeste gevallen ook bellen, al dan niet met headset. Soms wordt er met een phablet ook een pennetje bijgeleverd, in het geval van de Galaxy Note kan men met de 'S Pen' normaal de phablet besturen, maar ook zijn er speciale functies aan toegevoegd, zoals een plaatje selecteren en die dan verder bewerken met een speciaal tekenprogramma. Op de Galaxy Note-serie en op de Huawei Ascend Mate en D2 kunnen applicaties ook in meerdere vensters worden afgespeeld, zoals op de desktop. Verder beschikt een phablet over dezelfde functies van zowel smartphones als tablets. Sommige fabrikanten vinden de telefoons te groot worden en leveren daar zelfs een mini-telefoon bij.

## Gerelateerd
- Smartphone
- Tabletcomputer
- Personal digital assistant (pda)
- Lijst van phablets